# Dvalin
Dvalin – w mitologii nordyckiej karzeł, który pojawia się w kilku starych opowieściach norweskich. Imię to można przetłumaczyć jako „chwilowo zapomniany” albo „zdrzemnąć się”. Dvalin jest notowany jako jeden z czterech jeleni Yggdrasill.
W poemacie Völuspá, jednej z szesnastu pieśni Eddy starszej, Dvalin jest imieniem wspomnianym w wykazie karłów.
W Hávamálu Dvalin podobno przedstawia pismo runiczne karłom, ponieważ Dain zrobił je dla elfów, a Odyn dla bogów.
W sadze Hervevar Dvalin jest jednym z karłów (wliczając Durina), który wykuł magiczny miecz Tyrfing. 